# Château de Lublin
Le château de Lublin (en polonais: Zamek Lubelski) est un château médiéval situé à Lublin en Pologne, à côté de la vieille ville et à proximité du centre-ville. Il est l'une des plus anciennes résidences royales conservées en Pologne, établis par le Grand duc Casimir II le Juste.

## Histoire
Au cours de la Seconde Guerre mondiale, les Allemands enferment de nombreux prisonniers juifs et polonais. Devant l'avancée de l'Armée rouge, 1 500 prisonniers sont déportés au Camp d'extermination de Majdanek. Le 22 juillet 1944, 300 prisonniers sont massacrés au cours d'une exécution de masse (pl).

## Galerie d'images

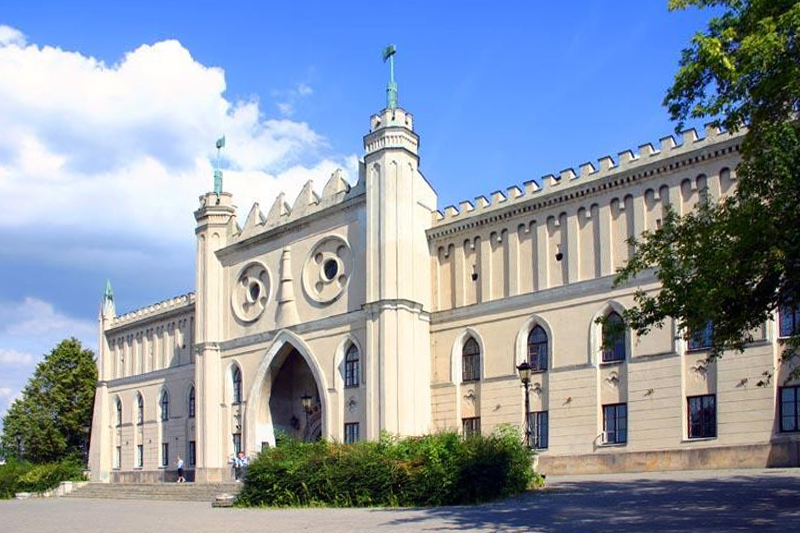
Entrée principale porte de la partie néo-gothique de l'édifice.
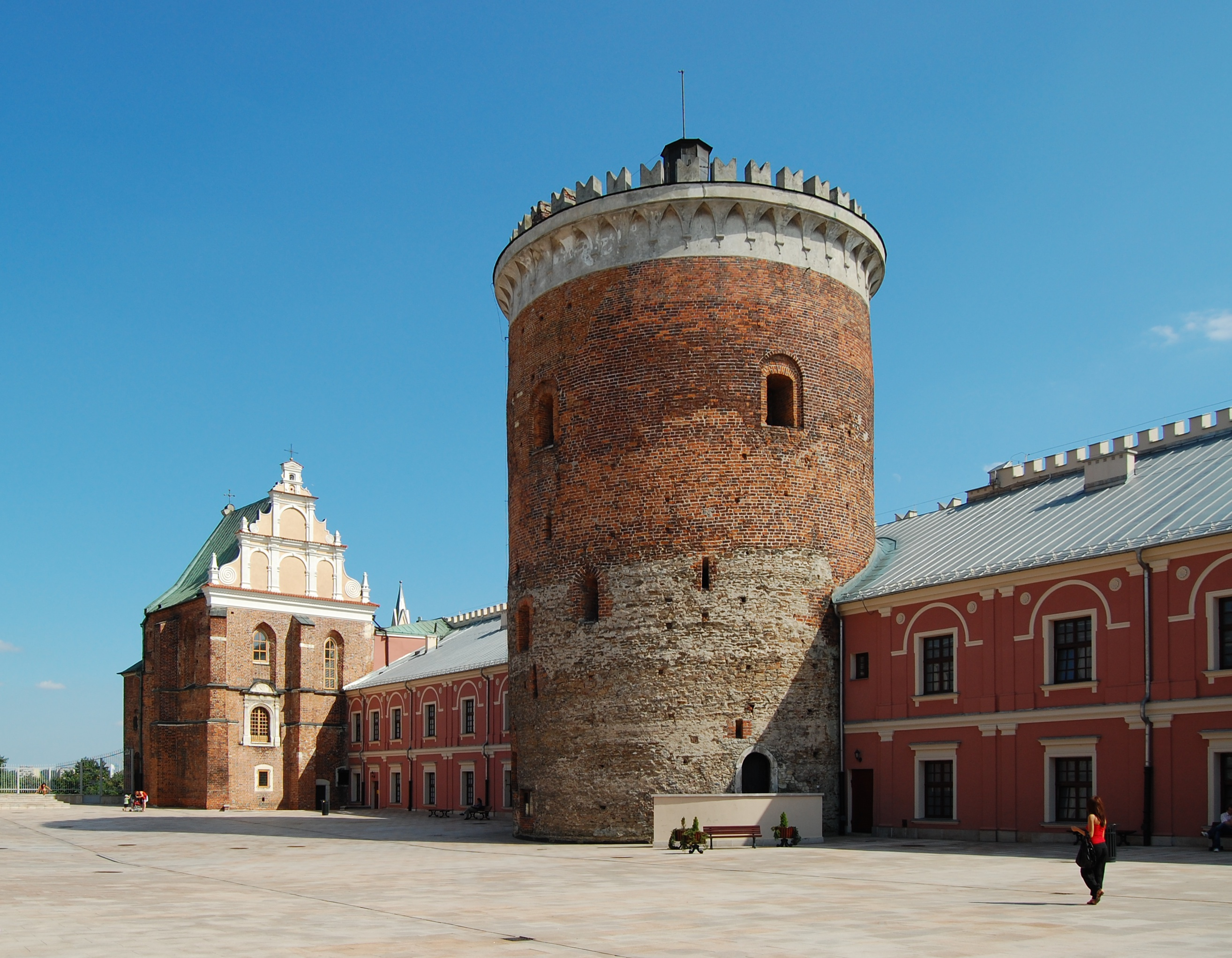
Le donjon et la chapelle de la Sainte Trinité vu de la cour du château.
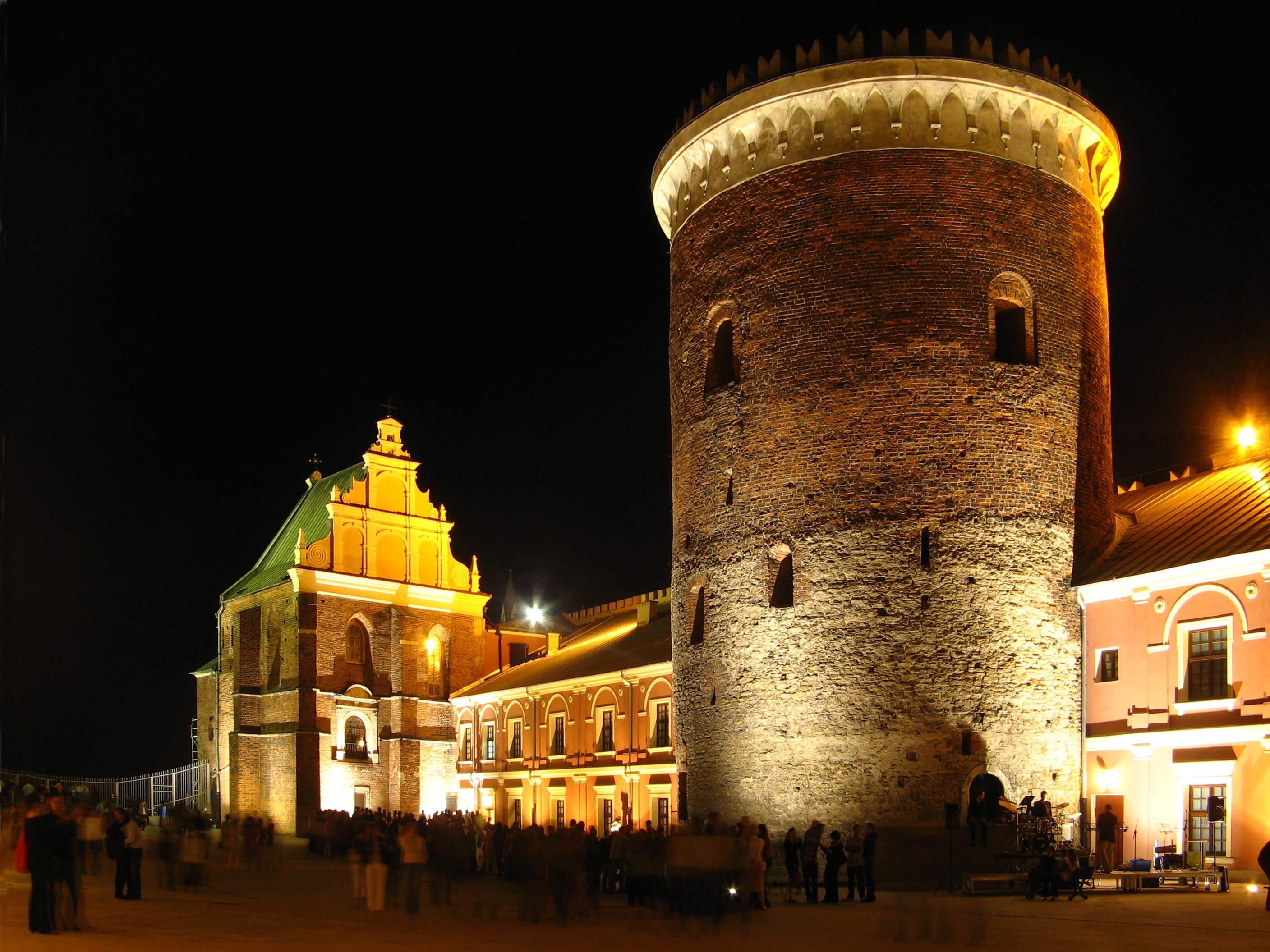
Même photo de nuit
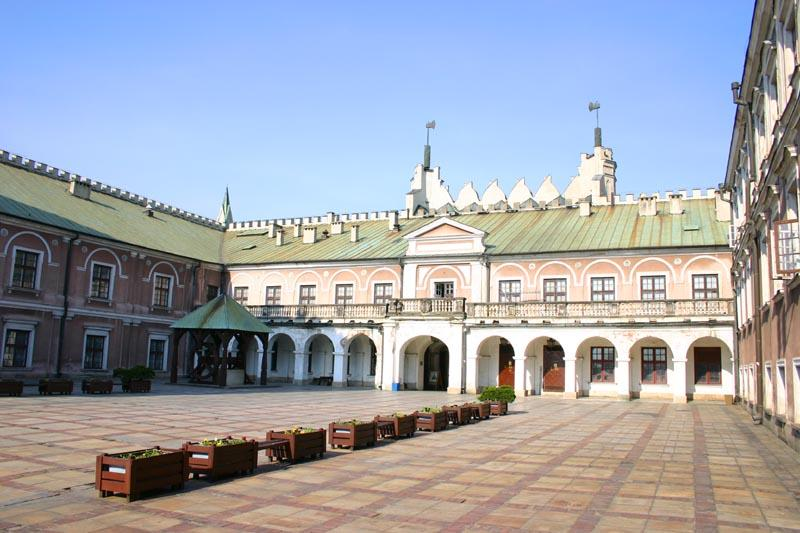
Cour du château.
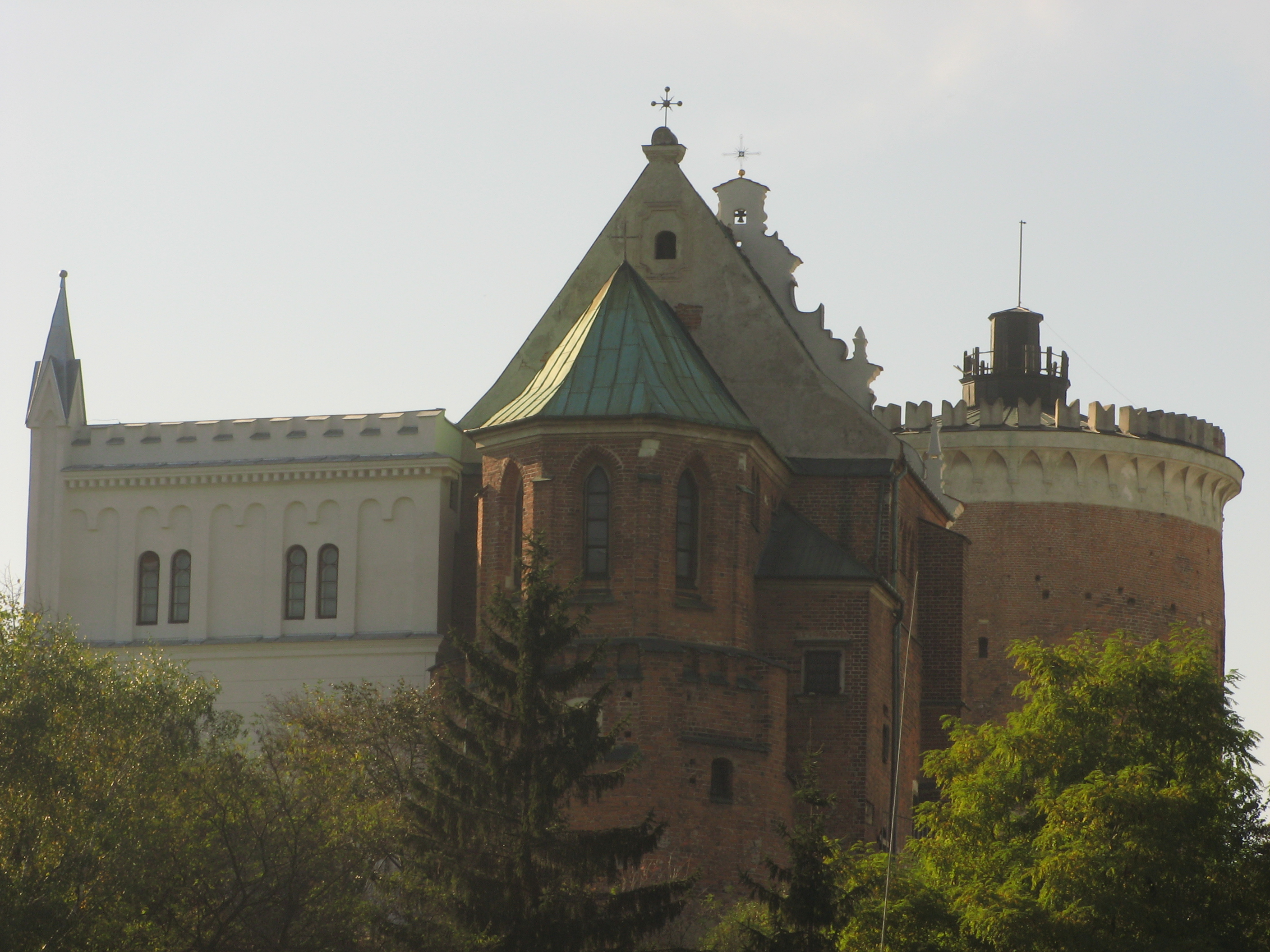
Château de Lublin, Chapelle de la Sainte Trinité et tour du XIIIe siècle.
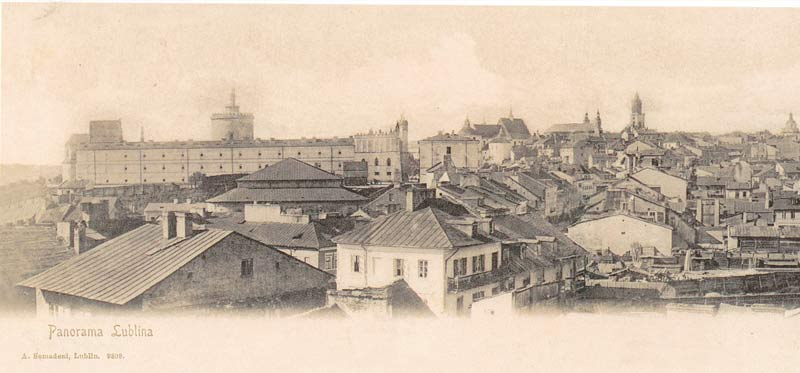
Photographie du château en 1901
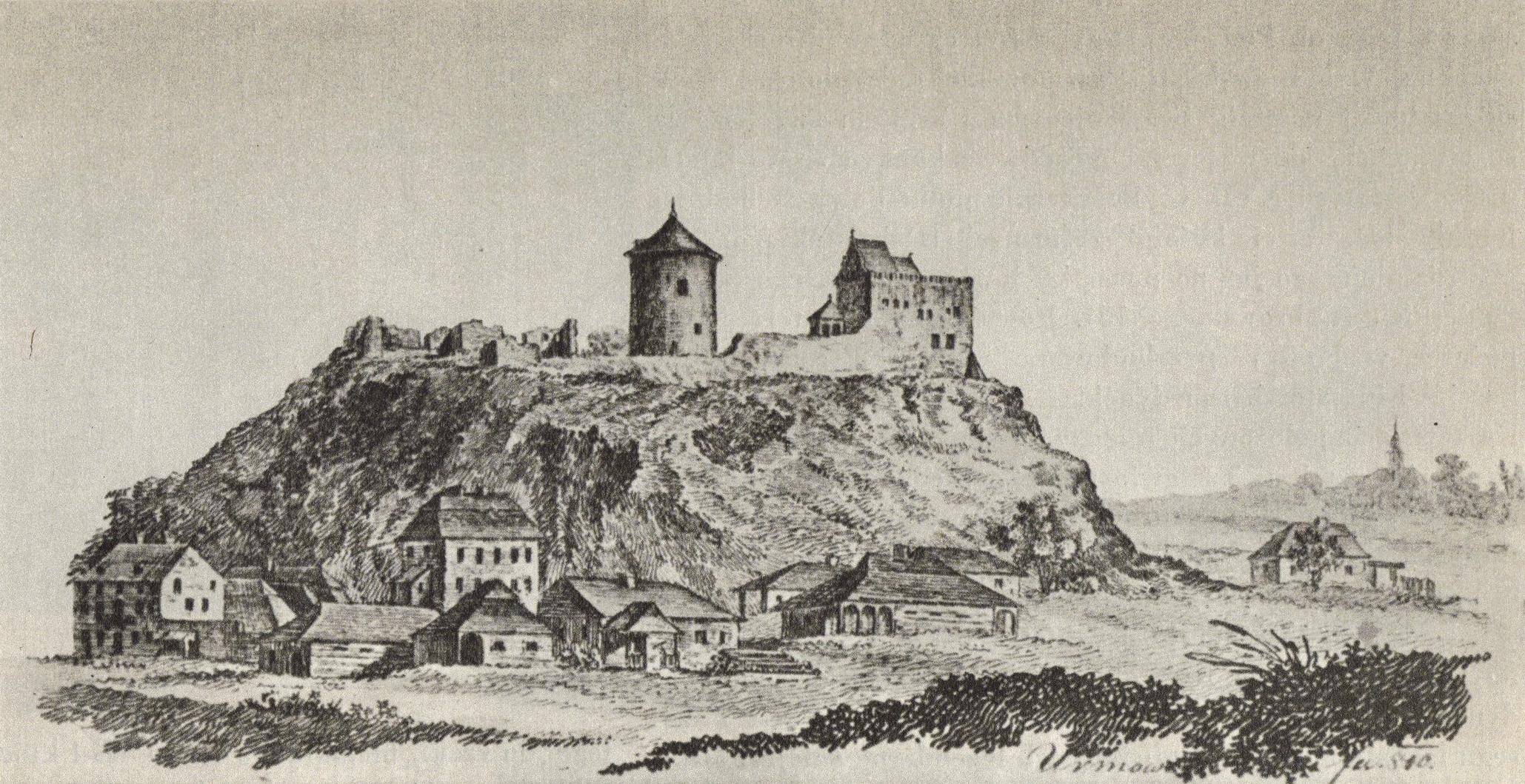
Le château en 1810

## Référence
1. ↑   (en) « A Brief History of Lublin Castle », eng.zamek.lublin.pl (consulté le 15 septembre 2010)
2. ↑  Zygmunt Mańkowski (red.): Hitlerowskie więzienie na Zamku w Lublinie 1939-1944. Lublin: Wydawnictwo Lubelskie, 1988, s. 11.  (ISBN 83-222-0446-9).